# 鮑貴卿
鮑 貴卿（ほう きけい）は清末・中華民国の軍人、政治家。北洋系、北京政府、奉天派の軍人である。字は霆九。祖籍は山東省。

## 事績

### 清末の事跡
少年時代は学問に励んだが、家が貧困のために学業を断念し、農業に従事した。19歳のときに、山海関に駐屯していた淮軍の葉志超の軍に加わり、天津武備学堂で2年間学んだ。1888年（光緒14年）に卒業し、やはり葉率いる正定練軍で砲隊哨長に就任した。1894年（光緒20年）、葉に随従して朝鮮に入り、日清戦争では平壌で日本軍と戦ったが、葉は戦意を喪失して逃亡してしまう。これに連座して、鮑も免職の憂き目に遭った。
1895年（光緒21年）、袁世凱が天津小站で新建陸軍を編制すると、鮑貴卿も復帰して武衛右軍右翼工程営築塁司隊官に就任した。鮑は勇名をもって知られるようになり、王士珍や段祺瑞からも高い評価を受けた。1902年（光緒28年）、鮑は北洋常備軍左鎮左翼歩兵第2営管帯に、1904年（光緒30年）には、北洋第1鎮（左鎮の改組）第2協第4標統帯に任命され、さらに第2鎮第4協協統に昇進した。この頃、鮑は張作霖と知り合い、張の長女は鮑の次男の許嫁となっている。1911年（宣統3年）4月、鮑は陸軍協都統の位を授与された。
同年10月、武昌起義が勃発すると、第2鎮は湖北省へ革命派の鎮圧に向かい、鮑貴卿も参戦している。しかし、まもなく、鮑は段祺瑞・姜桂題・段芝貴らによる清帝退位を促す電文に名を列ねた。中華民国成立後、鮑は第2師歩兵第4旅旅旅長（清の第2協第4標をそのまま改組）となった。1912年（民国元年）10月、陸軍少将となり、直隷省に駐屯した。翌1913年（民国2年）には、陸軍中将銜を授与されている。
7月に二次革命（第二革命）が勃発すると、鮑は段芝貴に随従して安徽省に出撃した。8月、蕪湖大通司令官（後に蕪湖鎮守使）に任命され、さらに第3旅旅長を兼ねた。しかし、安徽都督倪嗣沖からは異分子として排斥され、1915年（民国4年）に北京陸軍講武堂堂長に転任した。同年10月、陸軍中将に昇進する。袁世凱が皇帝に即位した12月に、一等男に封じられた。

### 東清鉄道をめぐって
1916年（民国5年）6月の袁世凱の死後は、張作霖とのかねてからの関係もあり、鮑貴卿は奉天派に属するようになる。1917年（民国6年）7月、張の推薦もあって、鮑は黒竜江督軍兼省長に任命され、さらに陸軍上将銜も授与されている。1918年（民国7年）3月、黒竜江では第19混成旅を増強したため、鮑が同旅の代理旅長を兼任した。さらに濱黒鉄路督弁も兼任して、鉄道事業を手中に収めている。
同年9月、張作霖が東三省巡閲使に任命され、東北三省を支配権に治めた。1919年（民国8年）7月、安徽派の吉林督軍孟恩遠に替わって、鮑貴卿が署吉林督軍となる。この時、孟は武力で抵抗を図ったが、鮑はこれを阻止し、圧力をかけて孟を追放した。
同年8月、鮑貴卿は督弁東省鉄路（東清鉄道、中東鉄路）公司事宜兼東省護路軍総司令に任命された（11月までに、第19旅旅長、賓黒鉄路督弁の職務は辞任している）。1920年（民国9年）1月、鮑は東省鉄路を接収管理している。3月には東省鉄路のロシア軍を武装解除し、あわせて中東鉄路司令（「坐弁」）ホールワットの職務も解除する命令を下した。5月、中東鉄路の司法権を改訂し、中露の会審（合同審判）制度を取り消した。以上により、中東鉄路の主権は中国側に接収された、との評価もある。6月に、鮑は公司事宜を辞任し、9月、兼署吉林省長に戻った。

### 陸軍総長へ
しかし同年には、鮑貴卿と日本との間で、軍事密約や借款計画などが明らかとなり、世論の非難にさらされてしまった。1921年（民国10年）3月、鮑は眼病を理由に督軍を辞任し、霆威将軍を授与された。12月、張作霖が支持する梁士詒内閣で陸軍総長に任命されている。1922年（民国11年）4月からの第1次奉直戦争で奉天派が敗北すると、鮑は病と称して陸軍総長を辞任し、東北に戻った。
1924年（民国13年）9月、再び東省鉄路公司督弁事宜となり、翌年9月までおよそ1年つとめた。以後、張作霖の大元帥府顧問、審計院長などを歴任している。1928年（民国17年）6月の張作霖爆殺事件後は、完全に政界・軍事から引退した。1934年（民国23年）3月1日、北平にて病没。享年68。

## 注
1. ↑  以上、孫徳昌「鮑貴卿」、442頁に拠った。なお、本節での「東省鉄路」、「中東鉄路」の表記は、同文献にそのまま拠っている。